# 沙耶華
沙耶華（さやか、1982年9月10日-)は、日本のAV女優。

## 略歴
- 2002年 - 「京乃あづさ（きょうの あづさ）」として『Glamorous』でAVデビュー。当時のプロフィールによれば、血液型:O型、身長167cm、スリーサイズ:B85(E-70)・W59・H85、生年月日は1982年9月10日となっている。
- 2005年8月 - 「池内沙耶華（いけうち さやか）」に改名するが、「京乃あづさ」や「京乃あずさ」名義での作品もリリースされている。
- 2005年12月 - 「沙耶華（さやか）」に改名。以後この芸名での活動を続けている。現在のプロフィールではスリーサイズのみが公表されている。

## 作品

### アダルトビデオ
京乃あづさ 名義
2002年
- Glamorous（4月26日、MAX-A）
- くりいむメロン（5月28日、MAX-A）
- ホットショット（6月28日、MAX-A）
- 不法侵乳13（7月30日、MAX-A）
- 監禁ボディドール（8月30日、MAX-A）
- Dangerous Liaisons（9月24日、アトラス21）
- EXCELLENT（10月18日、アトラス21）
- フェ痴女優（11月10日、宇宙企画）
- 濡れうさぎ（12月21日、KUKI）

2003年
- COS-PARA（1月27日、アトラス21）
- 堕天使 X（2月9日、宇宙企画）
- ビージーン19（7月4日、桃太郎映像出版）
- Triple!（7月25日、桃太郎映像出版）
- 京乃あづさが激ヤバレポーターに！風俗の裏のウラ IN歌舞伎町（8月22日、桃太郎映像出版）
- 超-股間のアングル（9月1日、ワンズファクトリー）
- 美脚M痴女系（9月5日、ワープエンタテインメント）
- THE HIP（9月12日、オーロラ）
- 女優-拘束マニア（10月1日、ワンズファクトリー）
- 下半身超アップの世界8（10月15日、ムーディーズ）
- 悪女宣言 京乃あづさ（11月1日、ワンズファクトリー）
- 痴女ガリバー 京乃あづさ（11月7日、ワープエンタテインメント）
- ドリームウーマン DREAM WOMAN VOL.22 京乃あづさ（11月15日、ムーディーズ）
- PUSSY STYLE ◆雌臭◆ 京乃あづさ（12月15日、ムーディーズ）

2004年
- 京乃あづさ 完全版（3月1日、ワンズファクトリー）
- 女衒〜ぜげん〜 荷物たちの卒業 自主規制ディレクターズカット（3月12日、桃太郎映像出版）
- AV女優 〜私の奴隷になりなさい！〜（4月1日、ワンズファクトリー）

2006年
- 完全流出 京乃あづさ（4月14日、オブテインフューチャー）

2009年
- KUKIピンクファイル あのピンクファイルで魅せる！ 京乃あづさ（8月28日、KUKI）

京乃あずさ 名義（誤植の可能性あり）
2005年
- 京乃あずさ 望月ななのイキッパ！（10月3日、グローリークエスト）

池内沙耶華 名義
2005年
- 恥辱女教師（8月5日、タカラ映像）
- 凌辱巨乳秘書（10月7日、タカラ映像）

沙耶華 名義
2005年
- 蛇縛の緊縛遊戯（12月7日、アタッカーズ）

2006年
- 女子校生監禁凌辱 鬼畜輪姦60（4月7日、アタッカーズ）
- 淫魔の生贄 【SM監禁アナルファックの儀】（6月7日、アタッカーズ）
- 嘆きの天使 レイプ囮捜査官 沙耶華（9月7日、アタッカーズ）

2007年
- PREMIUM TICKET 01 京乃あずさ（2月13日、NEO ATLAS）
- 奴隷女教師 美貌の淫肉 沙耶華（7月4日、シネマジック）
- 奴隷秘書 沙耶華（7月4日、シネマジック）
- 巨乳秘書・沙耶華 秘書という名の奴隷（7月20日、大洋図書）
- 極上美女マゾ・ADUSA（12月1日、アヴァ）

2008年
- 被虐麗夫人・沙耶華（4月15日、大洋図書）

2009年
- ゴムをはめないナマナマしい情事 麻薬色のSEX（2009年1月13日、FA プロ）
- 色っぽい好き者 嫁 マスターベーション/亭主とする長い長いSEX/お父様の竿をくわえ込む（4月25日、FAプロ）
- SEXの匂いがする男と女のエロ話し（5月13日、FAプロ）
- 極上ボンデージマゾ ADUSA（6月29日、FAプロ）
- レズ 悦楽のネコとタチ（7月13日、FA プロ）
- 夫を裏切る情事の日々… 密会のラブホテル（8月13日、FAプロ）
- 卑奴花玩弄縄 池内沙耶華（8月27日、アヴァ）
- エロス・日本婦人のSEX もんぺ ズロース 割烹着 腰巻 肌じゅばん 青姦（9月13日、FAプロ）
- 悦楽の性 女子校生淫行・淫語48手（9月13日、FAプロ）
- 黒のセクシーライダー 愛・SEX・レイプ（9月25日、FAプロ）
- FAプロ 昭和（10月13日、FAプロ）
- のぞく 妻がはめられている部屋 夫が女とはまっている部屋（11月13日、FAプロ）
- 人生は一度だけ 夫婦交換初体験/ナンパされ、やられたい夜/色っぽい息子の嫁を犯したい（11月25日、FAプロ）
- この世はままならぬ… 犯されてまわされてみたい私/1日1回は、はめられたい私/夫以外の男と狂いたい私（12月25日、FAプロ）

2010年
- その女、再調教に処する。（3月19日、大洋図書）

### 成人映画
- 卍巴 色欲地獄（2006年12月20日）